# Distretto di Ōchi
Il distretto di Ōchi (邑智郡, Ōchi-gun?) è uno dei distretti della prefettura di Shimane, in Giappone.
Attualmente fanno parte del distretto i comuni di Kawamoto, Misato e Ōnan.